# Assa darlingtoni
Assa darlingtoni – gatunek płaza bezogonowego z rodziny żółwinkowatych (Myobatrachidae). Występuje endemicznie w australijskich stanach Queensland i Nowa Południowa Walia. Cechuje się brązową barwą. Gatunek narażony na wyginięcie w związku z niewielkim i prawdopodobnie kurczącym się obszarem zajmowanym.

## Wygląd
Niewielki gatunek płaza bezogonowego dorastający do 2 cm długości. Grzbiet brązowy lub ciemnobrązowy z widocznymi ciemniejszymi łatami. Między oczami często występuje ubarwienie w kształcie litery V. Widoczny ciemny pasek biegnący od oka do pachwiny. Brzuch koloru kremowego z brązowymi cętkami. Brak błony pławnej.

## Zasięg występowania i siedlisko
Występuje na wschodnim wybrzeżu Australii w południowo-wschodniej części stanu Queensland i północno-wschodniej części stanu Nowa Południowa Walia. Zasięg występowania wynosi około 35 000 km² i cechuje się znacznymi dysjunkcjami, w związku z czym obszar faktycznie zamieszkiwany przez tego płaza jest dużo mniejszy i w 2021 roku szacowano go na zaledwie 796 km². Występuje zazwyczaj na wysokościach bezwzględnych większych niż 1000 m n.p.m., chociaż odnotowano populacje występujące na wysokości bezwzględnej 300 m n.p.m. Analizy filogenetyczne z 2021 roku wykazały, że populacja z góry Mount Warning stanowi osobny gatunek, Assa wollumbin. Jest to gatunek nocny, który zasiedla ściółkę lasów tropikalnych i lasów eukaliptusowych. Odżywia się bezkręgowcami.

## Rozmnażanie i rozwój
Późnym latem samica składa około 10 jaj w galaretowatym pakiecie na lądzie. Nowo wyklute kijanki przenoszone są przez samca tylnymi kończynami do jednej z dwóch kieszeni skórnych zlokalizowanych w okolicy pachwin. Po 60–81 dniach z toreb wydostają się przeobrażone młode osobniki.

## Status
Międzynarodowa Unia Ochrony Przyrody (IUCN) uznaje Assa darlingtoni za gatunek narażony na wyginięcie (VU, Vulnerable) głównie ze względu na niewielki i prawdopodobnie kurczący się obszar zajmowany przez tego płaza. Na niektórych obszarach z dogodnymi dla niego siedliskami występuje pospolicie. W przeszłości duża część jego środowiska naturalnego została zdegradowana w związku z wycinką drzew. Obecnie większość jego siedlisk występuje na obszarach chronionych. Za największe zagrożenie dla gatunku uważa się zmiany klimatyczne i związane z nimi susze i pożary.